# Diplomat
Ein Diplomat ist ein Regierungsbeauftragter, der seinen Staat auf Regierungsebene gegenüber ausländischen Staaten oder internationalen Organisationen völkerrechtlich vertritt. Er kann dabei als Chef einer diplomatischen Mission fungieren oder an einer solchen tätig sein. Diplomaten sind regelmäßig auch in dem Außenministerium ihres Landes eingesetzt, haben dann jedoch keinen diplomatischen Status.

## Ausbildung

### Deutschland
Im Auswärtigen Dienst der Bundesrepublik Deutschland werden grundsätzlich alle entsandten Beamten des Auswärtigen Dienstes zur Diplomatenliste eines Empfangsstaates angemeldet. Deutsche Diplomaten werden in der Regel in der Akademie Auswärtiger Dienst in Berlin-Tegel ausgebildet. Zum Anwesen gehört die Borsig-Villa Reiherwerder.
Wer eine Laufbahn als Diplomat im höheren Auswärtigen Dienst ins Auge gefasst hat und sich auf den nächsten Einstellungstermin zur einjährigen Ausbildung in der Akademie Auswärtiger Dienst in Berlin-Tegel vorbereitet, muss folgende Voraussetzungen erfüllen:
- Er muss Deutscher im Sinne von Artikel 116 des Grundgesetzes sein.
- Er muss ein abgeschlossenes wissenschaftliches Hochschulstudium vorweisen (Abschlüsse an Musik- und Kunsthochschulen sowie die Abschlüsse des Lehramts zur Sekundarstufe I reichen nicht aus. Ein Bachelor-Abschluss ist in keinem Fall ausreichend).
- Beherrschung der englischen und französischen Sprache (Mindestanforderung). Im Auswahlverfahren kann Französisch durch die UN-Amtssprachen Arabisch, Chinesisch, Russisch oder Spanisch, aber auch andere Sprachen wie z. B. Serbisch oder Türkisch ersetzt werden. Spätestens bei der Einstellung sind jedoch ausreichende Französisch-Kenntnisse vorzuweisen.
- Guter Gesundheitszustand (Tropentauglichkeit; gegebenenfalls auch der Familienangehörigen).

Nach Bestehen des Aufnahmetests beim Auswärtigen Amt folgt ein Jahr Vollzeitunterricht in der Akademie Auswärtiger Dienst (früher: Aus- und Fortbildungsstelle), die im Jahr 2006 von Bonn-Ippendorf nach Berlin-Tegel umgezogen ist. Hier stehen Geschichte, Politik, Völkerrecht und Volkswirtschaftslehre auf dem Lehrplan. Dieser Vorbereitungsdienst endet mit der Laufbahnprüfung; mit der bestandenen Laufbahnprüfung werden die Studierenden in den höheren Auswärtigen Dienst übernommen. Diplomat im Sinne des Völkerrechts ist nur, wer im Ausland als solcher akkreditiert ist. In Deutschland sind die Beamten des Auswärtigen Diensts normale Bundesbeamte, die keinerlei Vorrechte oder Befreiungen (wie Immunität) genießen. Auch während einer Standzeit im Ausland bestehen im Innenverhältnis für Angehörige des Auswärtigen Diensts gegenüber deutschen Stellen (z. B. im Heimaturlaub) keinerlei besonderen Regelungen.
Beamte im gehobenen Auswärtigen Dienst benötigen anstatt eines abgeschlossenen wissenschaftlichen Hochschulstudiums die Fachhochschulreife oder das Abitur. Nach erfolgreichem Bestehen des Auswahlverfahrens erwartet sie ein dreijähriges Studium an der Akademie Auswärtiger Dienst. Nach deren Abschluss wird ihnen der akademische Grad des Diplom-Verwaltungswirts (Fachbereich Auswärtige Angelegenheiten) verliehen. Das Studium beinhaltet neben einer fundierten juristischen Ausbildung vor allem in den Bereichen Internationales Privatrecht, Bürgerliches Recht, Ausländer- und Staatsangehörigkeitsrecht, Staats- und Völkerrecht auch Vorlesungen aus den Bereichen Geschichte, Betriebs- und Volkswirtschaftslehre sowie berufspraktische Ausbildungsabschnitte in der Zentrale des Auswärtigen Amtes sowie an einer Auslandsvertretung des Bundes.
Nach dem so genannten Generalistenprinzip können die Bediensteten des Auswärtigen Amtes weltweit eingesetzt und mit jeder Aufgabe ihrer Laufbahn entsprechend betraut werden. Eine Beschränkung auf einen bestimmten Arbeitsbereich oder eine bestimmte Region ist nicht möglich.

### Österreich
Voraussetzungen für eine Aufnahme in den Höheren Auswärtigen Dienst in das Österreichische Bundesministerium für europäische und internationale Angelegenheiten sind unter anderem:
- Der Bewerber muss österreichischer Staatsbürger sein.
- Er muss entweder ein Studium der Rechtswissenschaften, der Sozial- und Wirtschaftswissenschaften oder der Politikwissenschaften mit einer Sponsion abgeschlossen haben. Falls dies nicht der Fall ist, muss der Bewerber nach einer anderen abgeschlossenen Studienrichtung den Diplomlehrgang der Diplomatischen Akademie Wien oder einen anderen, ähnlichen post-universitären Lehrgang an einer ausländischen Lehranstalt absolvieren.
- Er muss sowohl ausgezeichnete Englisch- als auch Französischkenntnisse vorweisen.
- Er muss sich nach der Beurteilung eines Assessment-Centers sowohl psychisch und körperlich gesundheitlich, als auch charaktermäßig für eine Dienstleistung als Diplomat eignen.

Im Diplomlehrgang der Diplomatischen Akademie Wien bilden Interdisziplinarität u. a. auf den Gebieten der Politik, der internationalen Beziehungen sowie der Funktionsweise internationaler Organisationen, einen Schwerpunkt im Ausbildungsziel. Zusätzlich steht ein intensives Sprachtraining in Englischer und Französischer Sprache auf dem Stundenplan. Die Unterrichtssprache ist Englisch, wird aber durch Lehrveranstaltungen in Deutsch und Französisch ergänzt.
Nach der Aufnahme in den Höheren Auswärtigen Dienst des österreichischen Außenministeriums muss der Beamte eine Grundausbildung absolvieren. Die erste Versetzung an eine Vertretungsbehörde ins Ausland erfolgt frühestens im zweiten, spätestens im vierten Dienstjahr, wobei hier zuvor die Dienstprüfung abzulegen ist.

### Schweiz
In der Schweiz erfolgt eine Auswahl durch ein Ausleseverfahren geeigneter Interessenten mit Vorbildung. Es gibt keine explizite Diplomatenschule, einschlägige Vorbildung ist Voraussetzung. Angehende Diplomaten erhalten eine 10-wöchige einführende Schulung am Eidgenössischen Departement für auswärtige Angelegenheiten (EDA) Bern, die Fortbildung erfolgt in Mission.

## Status
Nicht erst seit dem Wiener Übereinkommen über diplomatische Beziehungen von 1961 genießen Diplomaten ein Recht auf Immunität: Dies war bereits seit langer Zeit Gewohnheitsrecht. Es bedeutet, dass sie während der diplomatischen Mission vor Verfolgung, Verhaftung, aber auch vor jeder sonstigen hoheitlichen Maßnahme geschützt sind. Außerdem müssen sie im Empfangsstaat keine Abgaben zahlen. Diplomaten erhalten von ihrem Heimatland eine Vollmacht zur Vertretung ihres Heimatlandes gegenüber anderen Staaten und insbesondere für die Aushandlung und Unterzeichnung von völkerrechtlichen Verträgen.
Homer beschreibt die diplomatische Mission von Menelaus und Odysseus in Troja, um die Rückkehr von Helena zu erreichen. Der Vorschlag von Antimachus, die beiden Botschafter unter Missachtung ihrer Immunität zu töten, wurde von der Versammlung der Trojaner mit Entsetzen abgelehnt.
Der traditionelle Grundsatz der Immunität wurde in dem Wiener Übereinkommen über diplomatische Beziehungen schriftlich festgehalten. Die Dienstgebäude und die Privatwohnung des Diplomaten werden einem verbreiteten Irrtum zufolge oft als „exterritorial“ bezeichnet. Die Dienst- und Wohnräume des Diplomaten sind lediglich unverletzlich. Diplomaten, die zugleich Staatsangehörige des „Empfangsstaates“ sind, werden regnicoles genannt. Diese Diplomaten genießen Immunität nur in Bezug auf ihre dienstlichen Handlungen. Der Besitz eines Diplomatenpasses vermittelt, für sich genommen, keine Immunität, sondern erst die Akkreditierung in einem Gaststaat.
Im Krieg werden Diplomaten aus Gründen der persönlichen Sicherheit in der Regel abgezogen. In Zeiten diplomatischer Verstimmungen werden Botschafter oder andere Diplomaten oft kurz- oder längerfristig zurückgerufen, um die Unzufriedenheit des Entsendestaates kundzutun.

## Bekannte Diplomaten
(alphabetisch)
- Otto von Bismarck (1815–1898, Preußen)

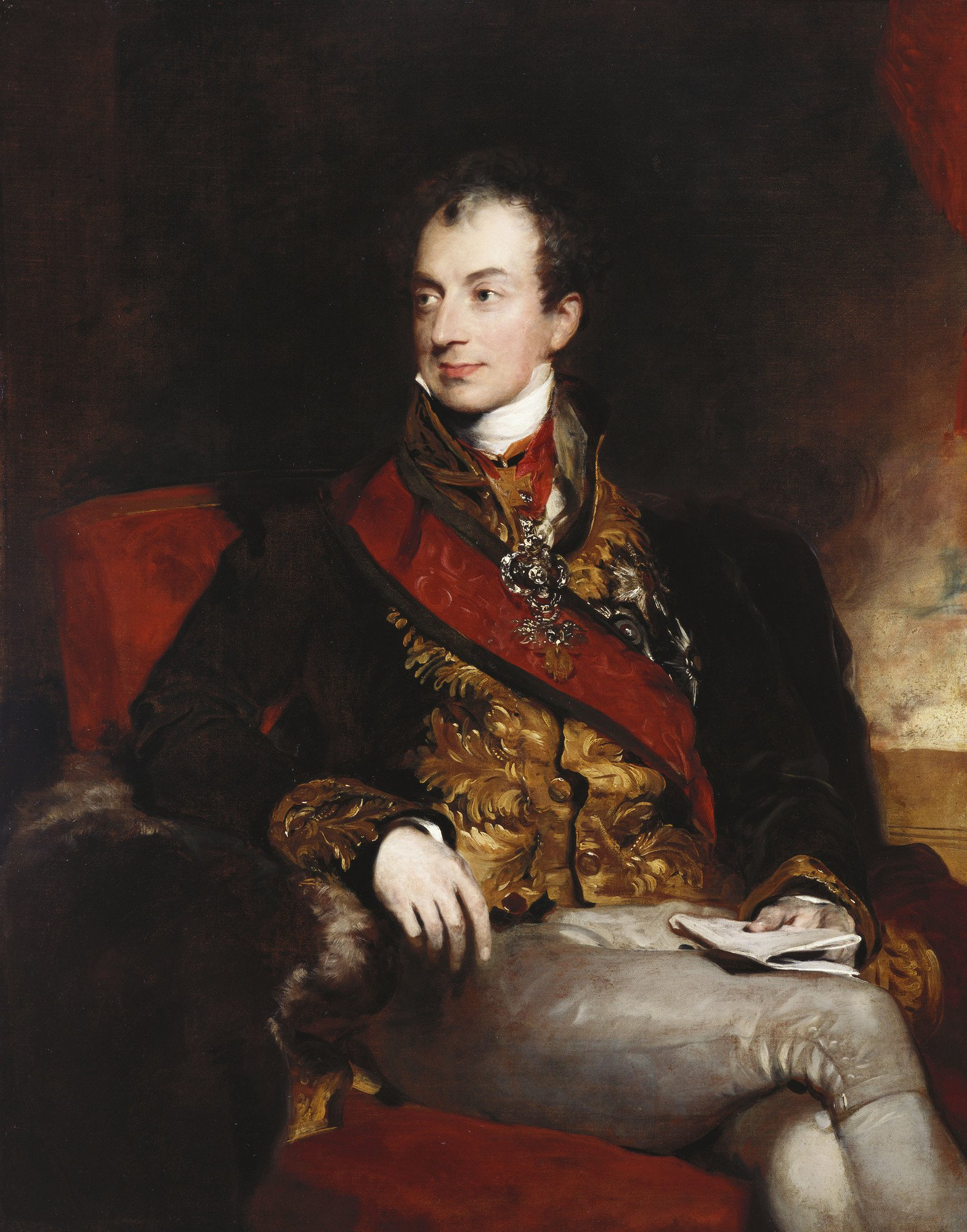
Klemens Wenzel Lothar von Metternich

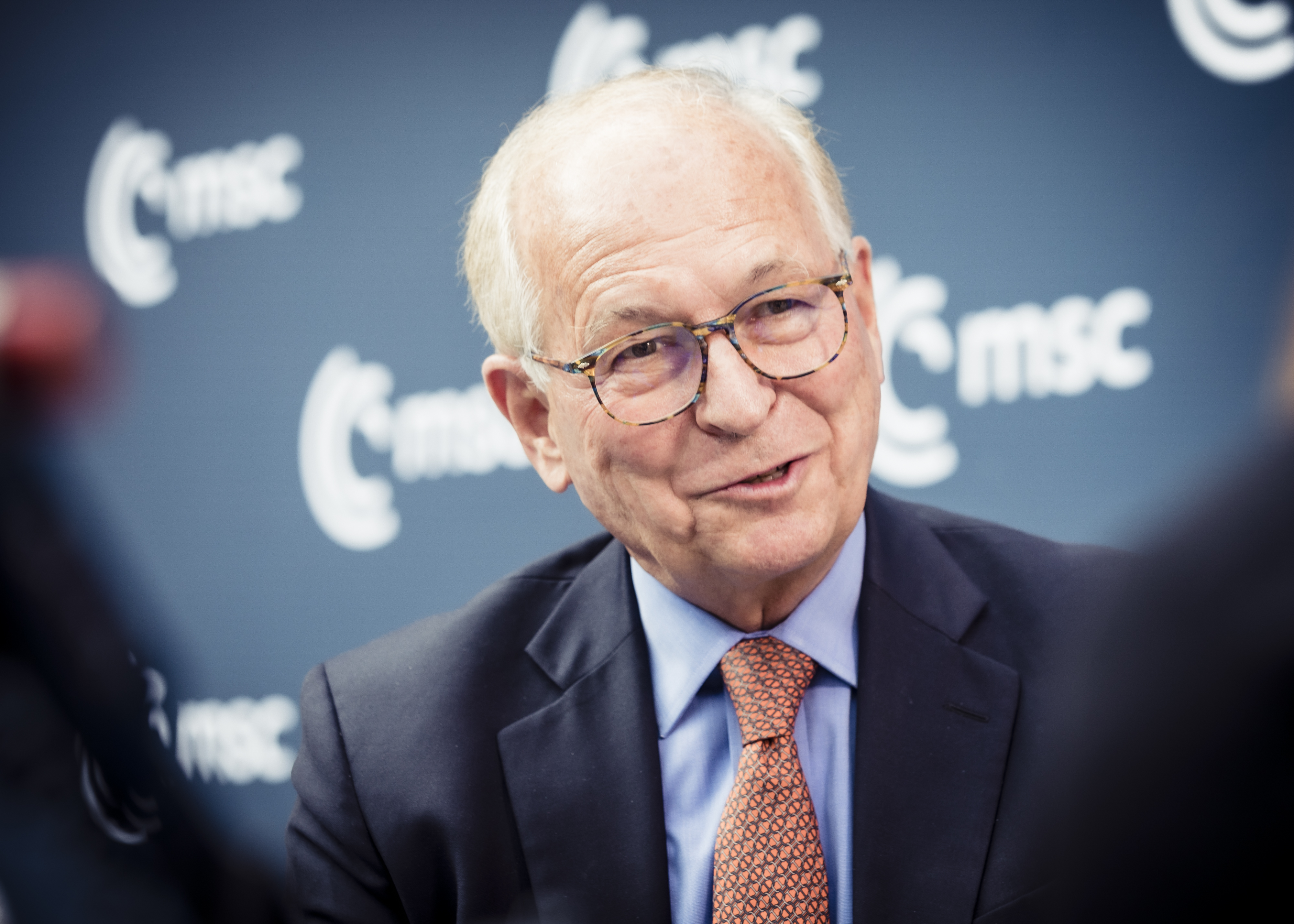
Wolfgang Ischinger (2020)

- Charles E. Bohlen (1904–1974, Vereinigte Staaten von Amerika)
- Sigismund von Braun (1911–1998, Deutschland)
- Carl Jacob Burckhardt (1891–1974, Schweiz, IKRK)
- Benjamin Franklin (1706–1790, Vereinigte Staaten von Amerika)
- Dag Hammarskjöld (1905–1961, Schweden)
- Ulrich von Hassell (1881–1944, Deutschland)
- Sigmund von Herberstein (1486–1566, Österreich)
- Hans von Herwarth (1904–1999, Deutschland)
- Wolfgang Ischinger (* 1946), Deutschland
- Prinz Constantin Karadja (1889–1950, Rumänien)
- George F. Kennan (1904–2005, Vereinigte Staaten von Amerika)
- Henry Kissinger (1923–2023, Vereinigte Staaten von Amerika)
- Hubert Languet (1518–1581, Frankreich)
- Carl Lutz (1895–1975, Schweiz)
- Joseph de Maistre (1753–1821, Frankreich)
- Aristides de Sousa Mendes (1885–1954, Portugal)
- Klemens Wenzel Lothar von Metternich (1773–1859, Österreich)
- Karl Robert von Nesselrode (1780–1862, Russland)
- Johan Axelsson Oxenstierna (1611–1657, Schweden)
- Friedrich-Werner Graf von der Schulenburg (1875–1944, Deutschland)
- Charles-Maurice de Talleyrand (1754–1838, Frankreich)
- Le Duc Tho (1911–1990, Vietnam)
- Adam Otto von Viereck (1684–1758, Preußen)
- Raoul Wallenberg (1912–1952, Schweden)
- Friedrich Christian Weber († 1739?, Deutschland)
- Kurt Waldheim (1918–2007, Österreich)